# Johann Heinrich Werlin
Johann Heinrich Werlin (* 27. Januar 1663 in Frankfurt am Main; † 10. Juni 1741 ebenda) war ein Politiker der Reichsstadt Frankfurt.
Werlin war der Sohn von Johann Philipp Werlin und dessen Ehefrau Anna Margarete geborene von Stetten. 1685 heiratete er Maria Philippine Grambs, die Tochter des Georg Tilman Grambs und der Ursula Münch. 1690 heiratete er in zweiter Ehe Susanne Elisabeth Seeliger von Seeligerscron und 1697 in dritter Ehe Rebecca Magdalena Ochs.
Er studierte ab 1680 Rechtswissenschaften an der Universität Altdorf und seit 1683 an der Universität Gießen. Dort wurde er 1684 zum Dr. jur. promoviert. Er war nach dem Studium Jurist in seiner Heimatstadt. 1692 wurde er dort Mitglied der Patriziergesellschaft Zum Frauenstein. Am 26. April 1697 wurde er Mitglied des Rats der Reichsstadt Frankfurt und 1705 Jüngerer Bürgermeister. 1706 wurde er Schöff und 1717 Älterer Bürgermeister. Von 1721 bis 1741 war er Schultheiß.